# Deutsche Alpine Skimeisterschaften 2024
Die Deutschen Alpinen Skimeisterschaften 2024 fanden vom 23. März bis 8. April 2024 in der Axamer Lizum (Österreich) in der Disziplin Slalom und in Pfelders (Italien) in den Disziplinen Riesenslalom und Super-G statt. Die Disziplin Abfahrt sollte in Garmisch-Partenkirchen stattfinden, wurde aber abgesagt. Die Rennen waren zumeist international besetzt, um die Deutsche Meisterschaft fuhren jedoch nur die deutschen Teilnehmer.

## Herren

### Abfahrt
Abgesagt.

### Super-G
| Platz | Name                       | Zeit        |
| ----- | -------------------------- | ----------- |
| 01    | Simon Jocher               | 0:55,26 min |
| 02    | Lorenzo Thomas Bini        | 0:55,83 min |
| 03    | Maximilian Schwarz         | 0:56,15 min |
| 03    | Johannes Strolz            | 0:56,15 min |
| 05    | Simon Talacci              | 0:56,28 min |
| 06    | Andri Moser                | 0:56,36 min |
| 07    | Lukas Krauss               | 0:56,47 min |
| 08    | Pietro Giovanni Motterlini | 0:56,68 min |
| 09    | Luca Taranzano             | 0:56,76 min |
| 010   | Simon Luca Wolf            | 0:56,87 min |

Datum: 8. April 2024

Ort: Pfelders (ITA)

Start: 2400 m, Ziel: 2010 m

Länge: Unbekannt

Höhendifferenz: 390 m

Tore: 27

### Riesenslalom
| Platz | Name                | Zeit        |  |
| ----- | ------------------- | ----------- |  |
| 01    | Patrick Feurstein   | 2:04,42 min |  |
| 02    | Jonas Stockinger    | 2:04,47 min |  |
| 03    | Fabio Gstrein       | 2:04,84 min |  |
| 04    | Adrian Pertl        | 2:05,20 min |  |
| 05    | Andri Moser         | 2:05,58 min |  |
| 06    | Fabian Gratz        | 2:05,97 min |  |
| 07    | Tommaso Sala        | 2:06,06 min |  |
| 08    | Lorenzo Thomas Bini | 2:06,40 min |  |
| 09    | Dominik Raschner    | 2:06,42 min |  |
| 010   | Anze Gartner        | 2:06,46 min |  |
|       |                     |             |  |
| 017   | Lukas Krauss        | 2:07,65 min |  |

Datum: 7. April 2024

Ort: Pfelders (ITA)

Start: 1960 m, Ziel: 1610 m

Länge: Unbekannt

Höhendifferenz: 350 m

Tore 1. Lauf: 43, Tore 2. Lauf: 43

### Slalom
| Platz | Name               | Zeit        |
| ----- | ------------------ | ----------- |
| 01    | Linus Straßer      | 1:41,28 min |
| 02    | Simon Rueland      | 1:41,63 min |
| 03    | Tijan Marovt       | 1:41,98 min |
| 04    | Ralph Seidler      | 1:42,08 min |
| 05    | Anton Tremmel      | 1:42,41 min |
| 06    | Nickco Palamaras   | 1:42,45 min |
| 07    | Matteo Canins      | 1:42,51 min |
| 08    | Tormis Laine       | 1:42,69 min |
| 09    | Hans Vaccari       | 1:42,80 min |
| 010   | Sebastian Holzmann | 1:42,82 min |

Datum: 23. März 2024

Ort: Axamer Lizum (AUT)

Start: 1840 m, Ziel: 1660 m

Länge: 594 m

Höhendifferenz: 180 m

Tore 1. Lauf: 63, Tore 2. Lauf: 66

## Damen

### Abfahrt
Abgesagt.

### Super-G
| Platz | Name                       | Zeit        |
| ----- | -------------------------- | ----------- |
| 01    | Fabiana Dorigo             | 0:57,82 min |
| 02    | Anna Schillinger           | 0:58,12 min |
| 03    | Rita Granruaz              | 0:58,25 min |
| 04    | Carlotta De Leonardis      | 0:58,53 min |
| 05    | Nadia Delago               | 0:58,99 min |
| 06    | Chayenne Kostner           | 0:59,21 min |
| 07    | Giorgia Collomb            | 0:59,27 min |
| 08    | Sophia Zitzmann            | 0:59,52 min |
| 09    | Katrin Hirtl-Stanggaßinger | 1:00,04 min |
| 010   | Sabrina Simader            | 1:00,58 min |

Datum: 8. April 2024

Ort: Pfelders (ITA)

Start: 2400 m, Ziel: 2010 m

Länge: Unbekannt

Höhendifferenz: 390 m

Tore: 27

### Riesenslalom
| Platz | Name             | Zeit        |
| ----- | ---------------- | ----------- |
| 01    | Lena Dürr        | 2:08,14 min |
| 02    | Giorgia Collomb  | 2:09,06 min |
| 03    | Annette Belfrond | 2:09,38 min |
| 04    | Anna Schillinger | 2:09,47 min |
| 05    | Roni Remme       | 2:09,61 min |
| 06    | Ambra Pomare     | 2:09,62 min |
| 07    | Fabiana Dorigo   | 2:09,89 min |
| 08    | Lara Baumann     | 2:09,98 min |
| 09    | Beatrice Sola    | 2:10,03 min |
| 010   | Vivien Insam     | 2:10,40 min |

Datum: 7. April 2024

Ort: Pfelders (ITA)

Start: 1960 m, Ziel: 1610 m

Länge: Unbekannt

Höhendifferenz: 350 m

Tore 1. Lauf: 43, Tore 2. Lauf: 43

### Slalom
| Platz | Name                   | Zeit        |
| ----- | ---------------------- | ----------- |
| 01    | Charlotte Grandinger   | 1:44,64 min |
| 02    | Leonie Bartholomeus    | 1:44,71 min |
| 03    | Julia Flatscher        | 1:44,82 min |
| 04    | Valentina Rings-Wanner | 1:45,12 min |
| 05    | Ambra Pomare           | 1:45,14 min |
| 06    | Elyssa Kuster          | 1:45,22 min |
| 07    | Andrea Filser          | 1:45,47 min |
| 08    | Francesca Carolli      | 1:45,48 min |
| 09    | Österreich             | 1:45,72 min |
| 010   | Roni Remme             | 1:45,83 min |

Datum: 23. März 2024

Ort: Axamer Lizum (AUT)

Start: 1840 m, Ziel: 1660 m

Länge: 594 m

Höhendifferenz: 180 m

Tore 1. Lauf: 67, Tore 2. Lauf: 60